# Tropicus arawak
Tropicus arawak är en skalbaggsart som beskrevs av Bameul 1995. Tropicus arawak ingår i släktet Tropicus och familjen strandgrävbaggar. Inga underarter finns listade i Catalogue of Life.